# Rovers United FC
El Rovers United FC es un equipo de fútbol de Santa Lucía que juega en la División de Plata de Santa Lucía, la segunda liga de fútbol más importante del país.

## Historia
Fue fundado en la localidad de Mabuya Valley de la capital Castries en 1996 y su principal logro ha sido ganar el título de la División de Oro de Santa Lucía en el año 1998, así como un título de copa en el año 2000 luego de vencer al Northern United en la final con un marcador de 3-2. No juegan en la máxima categoría desde la temporada 2011/12 cuando descendieron.
A nivel internacional han participado en un torneo continental, en el Campeonato de Clubes de la CFU 2001, en el cual fueron eliminados en la ronda clasificatoria por el Defence Force FC de Trinidad y Tobago.

## Palmarés
- División de Oro de Santa Lucía: 1

1998
- Copa de Santa Lucía: 1

2000
- - Finalista: 1

2004

## Participación en competiciones de la Concacaf
| Temporada | Torneo                         | Ronda          | Club             | Casa | Visita | Global |
| --------- | ------------------------------ | -------------- | ---------------- | ---- | ------ | ------ |
| 2001      | Campeonato de Clubes de la CFU | Clasificatoria | Defence Force FC | 0-3  | 1-6    | 1-9    |